# マリオテニスアドバンス
『マリオテニスアドバンス』（MARIO TENNIS Advance、Mario Tennis: Power Tour）は、キャメロットが製作し、2005年9月13日に任天堂が発売したゲームボーイアドバンス用スポーツゲーム。マリオテニスの第4作目。アメリカでは同年12月5日、ヨーロッパでは同年11月18日に発売。『ドクターマリオ&パネルでポン』と共に『スーパーマリオブラザーズ』生誕20周年記念ソフトとしてゲームボーイミクロ本体と同日に発売され（初回出荷分には、20周年ロゴがプリント）、ゲームボーイアドバンス最後のマリオシリーズの新作ソフトであった。

## 使用キャラクター

### マリオキャラクター
- マリオ（オールラウンドタイプ）
- ルイージ（オールラウンドタイプ）
- ピーチ（テクニックタイプ）
- ドンキーコング（パワータイプ）
- ワルイージ（ディフェンスタイプ）
- クッパ（パワータイプ）

### オリジナルキャラクター
- ノーティ
- タビー
- ソフィア（オールラウンドタイプ）
- メグ（テクニックタイプ）
- マサル（パワータイプ）
- チャボ（パワータイプ）
- サチ（テクニックタイプ）
- シルビア（スピードタイプ）
- クリス（スピードタイプ）
- キール（オールラウンドタイプ）
- ショーン（ディフェンスタイプ）
- リンダ（スピードタイプ）
- ゲーリー（パワータイプ）
- ジェット（オールラウンドタイプ）
- キヨコ（テクニックタイプ）
- ミキ（テクニックタイプ）
- エミ（スピードタイプ）
- リュウ（オールラウンドタイプ）
- フリット（トリッキータイプ）
- スキッパー（ディフェンスタイプ）
- ウィスカー（パワータイプ）
- パウ（スピードタイプ）
- エクセル（オールラウンドタイプ）
- トリー（テクニックタイプ）
- ビーバ（オールラウンドタイプ）
- スカピュラ（パワータイプ）
- チャン（スピードタイプ）
- メイリン（スピードタイプ）
- ダズール（ディフェンスタイプ）
- ミンクス（テクニックタイプ）
- ウィッシュ（トリッキータイプ）
- チュリ（オールラウンドタイプ）

アレックス、ニーナ、ハリー、オスカー、レオンは操作不可。